# Сергій VI (неаполітанський дука)
Сергій VI (†1097), неаполітанський дука (1082—1097), син неаполітанського сенатора Іоанна, наступник дуки Сергія V.
Про його правління відомо мало, оскільки бракує письмових документів. Був одружений з Лімпіасою, дочкою князя Капуанського Річарда I.